# Астрагал Горчаковского
Астрага́л Горчако́вского, или Астрагал ура́льский (лат. Astrāgalus gorczakōvskii) — вид двудольных растений рода Астрагал (Astragalus) семейства Бобовые (Fabaceae). Таксономическое название было опубликовано учёной-ботаником Лидией Ивановной Васильевой в 1987 году.
Видовое название дано в честь российского геоботаника Павла Леонидовича Горчаковского (1920—2008).

## Распространение и среда обитания
Эндемик России. Встречается в Архангельской, Челябинской, Свердловской, Тюменской областях и в Пермском крае.

## Ботаническое описание
Многолетнее растение.
Листья сложные, перистые, размещены очерёдно.
Соцветие кистевидное, несёт пятилепестковые цветки.
Плод — боб.

## Замечания по охране
В России внесён в Красные книги Пермского края, Архангельской, Свердловской, Челябинской областей, Ханты-Мансийского и Ямало-Ненецкого автономного округов.